# Datation au chlore 36
La datation au chlore 36 est une méthode de radiodatation qui repose sur la radioactivité  de l'isotope 36 du chlore dont la demi-vie est d'environ 300 000 ans. La méthode est utilisée en hydrologie et en glaciologie pour déterminer des durées de quelques décennies ou bien de l'ordre de la centaine de milliers d'années.

## Origine du chlore 36
Le chlore 36 présent sur Terre peut avoir des origines diverses:
- la spallation sur l'argon 36 ou 40 de l'atmosphère ou sur  le chlore 35 présent dans les aérosols ;
- la spallation sur certains atomes (potassium 39 et calcium 40) à la surface de la croute terrestre ;
- à l'intérieur de la croute terrestre par capture de neutrons émis naturellement dans des minerais riches en thorium et en uranium ;
- comme produit des essais nucléaires, particulièrement ceux qui ont eu lieu à proximité de l'océan (atolls de Bikini et d'Eniwetok).

## Cycle du chlore 36
Le chlore 36 est dissous dans les océans ; il arrive sur les continents par le vent, les aérosols et les précipitations ; il est ensuite concentré dans les sols sous l'effet de l'évapotranspiration des plantes puis s'infiltre dans les nappes souterraines et retourne dans l'océan par ruissellement. Il est donc adapté à la datation des eaux.

## Applications pratiques

### Mesure de vitesse d'érosion
Du chlore 36 est produit directement dans les roches de surface sous l'action des rayons cosmiques, et celui-ci ne s'en va que sous l'effet de l'érosion. Il y a donc une "compétition" qui s'installe entre production et départ d'atomes de chlore 36. Au bout d'un temps long, en régime permanent, on a alors la relation {\displaystyle vN={\frac {\Psi _{0}}{\mu }}} où {\displaystyle v} est la vitesse d'érosion, {\displaystyle N} est l'écart entre atomes de chlore 36 produits et perdus, {\displaystyle \Psi _{0}} est le taux de production de chlore 36 à la surface de la roche et {\displaystyle \mu } est le coefficient d'atténuation de la production de chlore 36 lorsque l'on s'enfonce dans la roche.
On peut mesurer {\displaystyle N}, {\displaystyle \Psi _{0}} et {\displaystyle \mu }, d'où l'on déduit {\displaystyle v}.
Cette méthode a été employée dès 1955 sur une phonolithe dans le Colorado, pour laquelle une vitesse d'érosion de 4,25 cm par millier d'années avait été trouvée.

### Mesure de vitesse d'écoulement souterrain
Dans le cas d'un sol dans lequel on trouve peu d'uranium ou de thorium pour provoquer la formation de chlore 36, sa seule origine est son apport de surface et les seules pertes sont dues à la désintégration radioactive. De là on peut mesurer des vitesses d'écoulement souterrain lent, notamment lorsqu'il s'agit d'un écoulement par diffusion, en mesurant la durée depuis laquelle l'eau a quitté la surface en divers points de prélèvement.
Cette méthode a permis de montrer qu'en Australie, l'eau du Grand bassin artésien s'écoule à une vitesse de 0,5 m par an.

### Mesure de temps de séjour d'eaux souterraines
Dans le cas d'eaux fossiles, où la masse d'eau ne se renouvelle pas, il est possible d'estimer l'âge de la nappe grâce au chlore 36 y compris lorsque la nappe est environnée de roches ayant une forte teneur en thorium ou en uranium, qui provoquent indirectement la formation de chlore 36. On peut alors dater la masse d'eau en considérant que le chlore 36 est en équilibre séculaire.

### Étude des eaux souterraines récentes
Du chlore 36 a été produit en importance par les essais nucléaires des années 1950, ce qui se matérialise par des pics de concentrations en chlore 36 dans les précipitations remontant à ces années.
Cela a par exemple été exploité à la même époque pour montrer que l'eau s'infiltre rapidement dans la nappe phréatique superficielle de Long Island, puisque sa teneur en chlore 36 était sensiblement égale à celle des précipitations.